# 空気砲 (ドラえもん)
空気砲（くうきほう）は、藤子・F・不二雄の漫画『ドラえもん』に登場するひみつ道具。初登場は「未来世界の怪人」（てんとう虫コミックス『ドラえもん』第4巻に収録）。

## 概要
大砲の砲口部を模した筒状の物体で、色は灰色。手にはめて「ドカン」と言うと空気の衝撃波が発射される。「空気大砲」とも呼ばれ、ドラえもん映画作品で武器として使用されることでもお馴染み。
威力はそこそこという設定であるが、映画『ドラえもん のび太と鉄人兵団』においては鉄人兵団が人間を奴隷化するために地球に攻め入った（実はドラえもんたちの策略で鏡面世界に攻め入った）時にはドラえもんたちの主要武器の一つとして活躍。数百キログラムはあろうかというロボット兵器を数メートル吹き飛ばし、たった一発で再起不能にしてしまうという対戦車砲並みの凄まじい威力で鉄人兵団に大きな損害を与え、敵であるロボット隊長ですらドラえもんたちの激しい抵抗を賞賛したほどだった。また映画版『ドラえもん のび太とアニマル惑星』では複数の空気砲による集中砲撃で敵の円盤を撃墜している。さらに『ドラえもん　のび太の新魔界大冒険』では、魔界歴程が保管されていた洞窟から脱出するため、空気砲で岩山を砕きながらトンネルを掘った。旧作『ドラえもん のび太の魔界大冒険』では大長編のみに登場した。
もちろん空気の無い宇宙空間では使用できないことに対し、『ザ☆ドラえもんズ 怪盗ドラパン謎の挑戦状!』では、普通に使っていた。また、前述の魔界大冒険における魔法世界には、宇宙でも空気があるため問題無く使用できた。また、『ザ・ドラえもんズ スペシャル』の「人類滅亡を阻止せよ!」（スペシャル12巻）ではキッドが宇宙船の噴射口から出る炎の中で空気砲を放っている。）。『ドラえもん のび太の宝島』では女海賊ビビの剣さばきで空気を切り裂かれ、無効化されてしまった。また、「ドカン」と言わずに衝撃波を放つ場面も多い。関連する道具として、「水圧砲」、「空気ピストル」などがある。映画シリーズではジャイアンがしばしば使用する。
道具百科の一冊「ドラえもん全百科」では、「空気ピストル」の頁にて杵代わりに空気砲の衝撃波で餅をつく描写がある。
ドラえもんの親友ザ・ドラえもんズの1人、ドラ・ザ・キッドが空気砲の早撃ちを得意としている。『ザ・ドラえもんズ スペシャル』では空気の衝撃波が柱や小さい穴に当たると、衝撃波が裂けたり、小さい弾となって発射されるが、威力は落ちないという設定になっている。「時をかける誘拐犯」（スペシャル9巻）では空気の衝撃波を木に当てる事で衝撃波を2つに分かれさせ、双方にいる敵に当てている。「2500年前の花」（スペシャル11巻）では空気砲の筒に蓮根を差し込み、散弾銃のように複数の空気の衝撃波を発射している。
アメリカ版では「Air Cannon」という名前になっている。

## 関連道具
空気ピストル
藤子・F・不二雄の漫画『ドラえもん』に登場するひみつ道具。初登場は「未来世界の怪人」（てんとう虫コミックス『ドラえもん』第4巻に収録）。
空気砲をそのまま小さくした筒状の形をしており、指にはめて「バン」と言うと空気の塊が発射される。指に塗布する液状タイプもある（てんとう虫コミックス12巻収録作品「けん銃王コンテスト」）。両方とも相手を吹き飛ばすか気絶させる程度の威力で、人間に対する殺傷能力はない。
テレビアニメ第2作2期の「けん銃王コンテスト」では、撃った相手を眠らせる効果があり、傷つける心配は絶対にないというものに変えられた。また『ドラえもん のび太と緑の巨人伝DS』でも相手を眠らせるものになっている。
装着型と塗布型の違いは、装着型が動力切れまで撃てるのに対し、塗布型は塗った分しか撃てない（指1本につき1発）。また、装着型の射程は10メートルで、それより遠くにある標的には効果はない（『ドラえもん のび太とロボット王国』）。なお、塗布型の薬を塗った人が気絶中あるいは睡眠中に、別の人がその人の手や腕を持って「バン」と言っても空気の塊が発射される。「バン」という単語全てが発射の対象となることから「晩(バン)ご飯」と発声しても反応する。
各道具百科本では、『ドラえもん全百科（ドラえもんオールひゃっか）』から『ドラえもんひみつ大事典』までは両方の「空気砲」を同じ名称にしていたが、『ドラえもんひみつ道具完全大事典』以降は液状タイプの名称を「空気ピストルの薬」とし、装着型を「空気ピストル」として区別している。
水圧砲
空気砲の水中型で、『ドラえもん のび太の海底鬼岩城』に登場。
手にはめて「ドカン」と言うと水中に衝撃波が発射される。映画作中では空気砲と全く同じように扱われていた。
ハイパー空気砲
　  空気砲のパワーアップ版で、『ドラえもん3 のび太の町SOS！』というゲームに登場。
　  手にはめて「ドカン」と言うとエネルギー弾のようなものが発射される。ラスボスや裏ボスのバリアを貫通する効果を持つ。
耐ショック耐閃光グラス
てんとう虫コミックス『ドラえもんゲームコミック ザ･ドラえもんズ』の『ミャーズ星の怪物退治!』（ドラえもんズ4巻に収録）に登場。
ドラ・ザ・キッドの道具。ゴーグル状の道具で、「超強力波動化アダプター」使用時、強力な光線から目を保護するためのもの。
超強力波動化アダプター
てんとう虫コミックス『ドラえもんゲームコミック ザ･ドラえもんズ』の『ミャーズ星の怪物退治!』（ドラえもんズ4巻に収録）に登場。
ドラ・ザ・キッドの道具。このアダプターを「空気砲」の先端に取り付けて発射すると、通常の衝撃波ではなく強力な光線が発射される。

## 商品化
2002年11月にエポック社から体感ゲームシリーズのひとつとして「ドラえもん こえでドカン!わくわくくうきほう!!」が発売された。ガンシューティングゲームだが、コントローラがこの道具を模した形になっており、音声認識技術によって原作通り声での発射操作も可能となっている。
2006年8月12日にエポック社からこの道具を再現したおもちゃ「ドラえもん ひみつ道具 くうき砲」が発売された。同商品は2017年7月15日にも再販されている。
2007年3月上旬には、映画『ドラえもん のび太の新魔界大冒険 〜7人の魔法使い〜』の劇場公開にあわせて、シルバーメタリックバージョンの「ドラえもん ひみつ道具 限定版くうき砲」が発売された。これは、作中に登場する「銀の矢」に影響されたボディカラーであり、映画限定アイテムとして発売された。付属の的には作中の悪魔やひみつ道具などが用意されているほか、飾り用のディスプレイスタンドが付属している。
2007年10月20日に、空気が発射できる内部機構を見ることができる、透明ボディの「ドラえもん ひみつ道具 くうき砲　スペシャルゲーム7」が発売された（一部では先行販売も行われた）。くうき砲を飾れるスタンドのほか、『ドラえもん』に登場する「空き地」をイメージした各種の的が付属している。
また「ドラえもん ひみつ道具 くうき砲Jr.」という、片手サイズのミニチュア版も発売されている。
2007年10月20日に、エポック社より「ドラえもん ひみつ道具 くうきピストル」が発売された（一部では先行販売も行われた）。これは空気が発射するものではなく、くうきピストル型の音認識4チャンネル学習リモコンとなっている。リモコンの赤外線を学習し、AV機器をくうきピストルを使って操作するというもの。「声」や「音」に反応して、操作できるようになった。
タイトーからはアミューズメント専用景品「ドラえもん 空気砲」がリリースされている。2019年1月下旬に初登場して以降、たびたび再登場している。